# Корте Буњо (Мантова)
Корте Буњо је насеље у Италији у округу Мантова, региону Ломбардија.
Према процени из 2011. у насељу је живело 26 становника. Насеље се налази на надморској висини од 11 м.